# Jared Ingersoll
Pour les articles homonymes, voir Ingersoll.
Jared Ingersoll (7 novembre 1749 à New Haven - 31 octobre 1822) est un juriste et un homme d'État américain originaire de Philadelphie. Délégué au Congrès continental, il signa la Constitution des États-Unis au nom de la Pennsylvanie. Procureur général de Pennsylvanie de 1791 à 1800, puis de 1811 à 1816, il fut procureur des États-Unis entre 1800 et 1801. En 1812, il fut candidat à la vice-présidence des États-Unis sur le ticket de DeWitt Clinton, opposé à la guerre de 1812, mais ils furent battus par les sortants James Madison et Elbridge Gerry.

## Biographie
Diplômé en droit de l'Université Yale en 1766, Jared Ingersoll travailla ensuite dans le cabinet de Joseph Reed. À la veille de la révolution américaine, il effectuait un voyage en Europe ou il étudia le droit à Middle Temple à Londres avant de partir en France où il vécut jusqu'en 1778.
Son père, Jard Ingersoll l'ancien, fut un agent colonial actif que Londres nomma responsable de la collecte du Stamp Act pour le Connecticut. Rapidement haï par la population, ce dernier vit son effigie pendue à Norwich, New London, Windham, Lebanon et Lyme en août 1765 par les fils de la liberté. Il fut contraint de démissionner de son poste le 19 septembre.
Après son retour en Amérique, Jare Ingersoll, contrairement à son père, se déclara Patriot et fut élu en 1780 au Congrès continental En 1781, il épousa Elizabeth Pettit.
À l'issue de la guerre, il considéra que les Articles de la Confédération étaient inadaptés et devint rapidement partisan de la réforme constitutionnelle. En 1787, il fut désigné pour représenter la Pennsylvanie au sein de la Convention de Philadelphie. D'abord favorable à une révision des Articles de la Confédération, il se rallia à la majorité et fut un des signataires de la Constitution des États-Unis.
Après la Convention, il reprit sa pratique du droit et ne fit plus de politique jusqu'à sa candidature sans succès à la vice-présidence au côté de DeWitt Clinton en 1812.